# Camptosema nobile
Camptosema nobile är en ärtväxtart som beskrevs av Carl Lindman. Camptosema nobile ingår i släktet Camptosema och familjen ärtväxter. Inga underarter finns listade i Catalogue of Life.